# Wolfenstein (videojuego)
Wolfenstein es un videojuego de Raven Software y de Id Software. Está disponible para PC, Xbox 360 y PlayStation 3.

## Argumento
Wolfenstein nos meterá de nuevo en la piel de B.J. Blazkowicz. En 1944, durante una misión de sabotaje, B.J. encuentra un artefacto misterioso llamado el "medallón de Thule". Después de ser rescatado de una muerte segura ante los nazis, Blazkowicz recibe la misión de investigar todo lo que pueda acerca de este medallón y la extraña obsesión del Tercer Reich por el ocultismo.La única información con la que cuenta el personaje es de los extraños cristales incrustados en el medallón que provienen de la ciudad de Isenstadt, único lugar en el mundo donde se encuentran dichos cristales. Al llegar allí, Blazkowicz descubrirá que los nazis han puesto mucha atención a la recolección de los cristales de Nachtsonne y que la importancia de estos está relacionada con la realización de un ejército de supersoldados. Con ayuda de los miembros de una secta secreta, una nueva dimensión de posibilidades se abrirá en la historia del personaje, comenzando con la adquisición del Medallón de Thule, que proveerá al personaje de saltar a la Dimensión del Velo y adquirir, con el transcurso de la historia, habilidades sobrehumanas que permitirán sobrepasar obstáculos los cuales son humanamente imposibles.
Este Medallón nos ayudará a pasar calabozos, los cuales no podremos pasar fácilmente.

## Multijugador
El modo multijugador cuenta con modos de juego por equipo
al ingresar a un equipo determinado, tendrás que seleccionar tu clase. Además, estas clases contienen poderes del Medallón de Thule, que se pueden usar en medio del campo de batalla a modo de ventaja para conseguir ciertos objetivos en la partida. Las clases son:
Soldado: que cuenta con armas pesadas y la habilidad del potenciador del Medallón.
Ingeniero: cuenta con la habilidad de Ralentizacion del tiempo, convirtiendo al ingeniero en el miembro más veloz del equipo.
Médico: su aura especial permite curar a sus aliados que se encuentren en el radio de efecto de esta habilidad.

## Armas
El juego posee una serie de armas, tanto reales como ficticias:
- MP40: el arma inicial del juego. Tiene un alcance largo pero poca precisión.
- Kar98: fusil de cerrojo usado por los nazis, tanto con como sin mira telescópica.
- MP43: otra arma usada por los nazis. Su poder es mayor que el MP40, pero su retroceso impide disparar con precisión. Entre las mejoras se encuentra una mirilla y compensación de retroceso.
- Granada Modelo 24: granada de mano estándar usada por la Wehrmacht.
- Panzerschreck: un lanzacohetes antitaques alemán. Entre las mejoras aplicables incluye la recámara que acerpta hasta 3 cohetes a la vez, un sistema de expulsión de gases que elimina el voluminoso escudo, y un buscador de blancos.
- MG42: un arma fija de alto poder de fuego y munición ilimitada usada por los nazis. Blazkowicz también puede usarla.
- Flakvierling 38: otra arma fija, más poderosa que el MG642. Aparece en las misiones finales del juego.
- Flammenwerfer: nombre que recibió el lanzallamas alemán Flammenwerfer 41. Tiene un alcance relativamente corto, pero letal al ser un lanzallamas. Entre las mejoras se encuentran mayor capacidad del tanque de combustible, así como también un sistema de mezcla de gases que permite una llama más caliente.
- Cañón de partículas: una poderosa arma que dispara un rayo capaz de desintegrar a soldados con facilidad.
- Arma Tesla: un arma eléctrica. Con un campo de alcance relativamente corto, no es tan poderosa como el arma homónima de su predecesor Return to Castle Wolfenstein, pero capaz de atacar y aturdir a varios enemigos a la vez.
- Leichenfaust 44: El arma definitiva. Es una miniaturización de una enorme arma experimental de los nazis encontrada en una de las misiones, la cual usa "Velo condensado", una sustancia azul capaz de aniquilar varios enemigos a la vez y anular la gravedad (vista en la primera misión al explotar uno de los vagones de un tren con "cargamento secreto de alta prioridad"). Se puede comparar con el BFG 9000 de la serie Doom.

## Poderes del Medallón
El Medallón de Thule adquirirá , con el transcurso del juego, diferentes cristales que proveerán al jugador de diferentes habilidades sobrehumanas. Tales cuales son:
Velo: Es el cristal base , que sirve para entrar a la dimensión del Velo. De este dependen los otros cristales, ya que provee de energía para el uso de los poderes especiales. Permite ver zonas ocultas y puertas secretas selladas por los nazis, también ayuda a encontrar enemigos en lugares oscuros o cuando están detrás de las paredes y puede encontrar focos de luz de la dimensión del Velo para recargar la energía del Medallón.
Ralentización: El cristal posee un distintivo color amarillo, tiene la habilidad de ralentizar el tiempo y usarlo para escapes rápidos o para avanzar en ciertas zonas donde el tiempo está en tu contra. Al adquirir todas las mejoras para el cristal, el tiempo se puede incluso hasta detener, además de crear una onda expansiva que arrasa con todo a su alrededor, además de eliminar enemigos al instante de su activación.
Potenciador: Incrementa la potencia de las armas de fuego. Esta habilidad es muy útil para eliminar enemigos fuertes o enemigos ocultos tras las paredes. Dependiendo de las mejoras que se le agreguen al cristal, los disparos atravesarán desde madera hasta el metal. El cristal es de un color rojo vivo y al activarlo expulsarás un aura roja.
Escudo: Este cristal es de color azul oscuro y tiene la habilidad de crear un campo que repele las balas y todo ataque que venga desde el exterior del escudo. El punto flojo de esta habilidad es que si algún enemigo traspasa el escudo, te podrá atacar libremente ya que el escudo no puede dañar materia orgánica, salvo que le apliques las mejoras adecuadas haciendo que el escudo sea mortal para quien intente traspasarlo.